# Dr. Leo Kannerhuis
Het Dr. Leo Kannerhuis is een samenwerkingsverband van Nederlandse centra voor mensen met een autismespectrumstoornis. Het hoofdkantoor bevindt zich in Doorwerth. De instelling is vernoemd naar de Amerikaanse psychiater Leo Kanner.
Er zijn verschillende Leo Kannerhuizen in Nederland: in Doorwerth, Arnhem, Nijmegen, Oosterbeek en Amsterdam. Het huis biedt zorg aan kinderen, jongeren (13-23 jaar) en volwassenen met autisme. De locatie Arnhem biedt zorg aan kinderen; de locaties Nijmegen en Oosterbeek bieden zorg aan jongeren. Het behandelcentrum voor volwassenen bevindt zich in Doorwerth. De Amsterdamse locatie biedt ambulante (poliklinische) zorg. Daarnaast is er een logeerfunctie, die biedt familieleden de mogelijkheid van een time-out door een autistisch kind periodiek te laten logeren in Neerbosch, nabij Nijmegen. Het Leo Kannerhuis biedt ook crisis-interventie.